# المكتبة العامة للعلوم
المكتبة العامة للعلوم (بالإنجليزية: Public Library of Science)‏ وتُعرف اختصارا باسم بلوس (بالإنجليزية: PLOS)‏ هي مُنظمة نشر أكاديمي غير ربحية مُختصة في مجال العلوم والتكنولوجيا والطب، وتتوفر على مكتبة من الدوريات والأدبيات العلمية الأخرى المُتوفرة بنظام الوصول المفتوح، وذلك بموجب ترخيص المُحتوى الحُر. أصدرت المُنظمة أول مجلة لها في أكتوبر 2003، وقد حملت عنوان بلوس للأحياء [الإنجليزية]. تنشُر المكتبة العامة للعلوم حاليا سبع مجلات. يقع المقر الرئيسي للمُنظمة في سان فرانسيسكو في ولاية كاليفورنيا الأمريكية، ولديها مكتب تحرير أوروبي في مدينة كامبريدج في المملكة المتحدة. تحصل منشورات المُنظمة على التمويلات اللازمة من تبرعات المُؤلفين بشكل أساسي.

## التاريخ

شعار "الوصول المفتوح" Open Access

بدأ مشروع المكتبة العامة للعلوم سنة 2000 من خلال مُبادرة عريضة على الإنترنت أطلقها فريق مُكون من هارولد فارموس الحائز على جائزة نوبل، والمُدير السابق لمعاهد الصحة الوطنية الأمريكية، كما كان في ذلك الوقت يشغل منصب مُدير مركز سلون كيترينغ التذكاري لعلاج السرطان [الإنجليزية]. ومن عالم الكيمياء الحيوية في جامعة ستانفورد باتريك براون. ومن مخائيل آيسن، عالم الأحياء الحاسوبية في جامعة كاليفورنيا بيركلي ومُختبر لورانس بيركلي الوطني الأمريكي. دعت العريضة جميع العُلماء إلى التعهد بأنه اعتبارًا من سبتمبر 2001، سيمتنع هؤلاء العُلماء عن نشر مقالاتهم في المجلات التي لا تُتيح مقالاتهم هذه للجميع بشكل مجاني وبدون قيود، وذلك إما أن يمتنعوا عن النشر على الفور أو خلال مُدة زمنية لا تزيد عن ستة أشهر. على الرغم من أن عشرات الآلاف وقعوا على العريضة، إلا أن مُعظم هؤلاء العُلماء لم يُوفوا بتعهداتهم. في أغسطس 2001، أعلن براون وأيزن أنهما قررا تأسيس مُنظمة نشر غير ربحية. في ديسمبر 2002، منحت مؤسسة غوردون وبيتي [الإنجليزية] مشروع المكتبة العامة للعلوم دعما ماليا بقيمة 9 ملايين دولار، أتبعتها بمنحة مالية أخرى في مايو 2006 بقيمة مليون دولار، وذلك بغرض مُساعدة مشروع بلوس على تحقيق الاكتفاء من الناحية المالية، وأيضا على إطلاق مجلات جديدة في مجال الطب الحيوي تُوفر مُحتوياتها للعموم بشكل مجاني.
حوّل مُديرو مشروع المكتبة العامة للعلوم انتباههم إلى تأسيس دار نشر بغرض إصدار مجلات خاصة بالمشروع، على غرار دار النشر البريطانية بيوميد سنترال [الإنجليزية] التي تأسست سنة 2000، والتي تملك عدة مجلات معروفة في مجال عُلوم الأحياء، أبرزها مجلة جينوم ميديسين [الإنجليزية]. بصفتها دار نشر، أطلقت المكتبة العامة للعلوم أول مجلة لها رسميًا في 13 أكتوبر 2003، حيث أصدرت مجلة علمية حملت عُنوان بلوس للأحياء [الإنجليزية]. ومُنذ ذلك الحين، أطلقت المكتبة العامة للعلوم سبع مجلات علمية أخرى.
تُوفر كافة مجلات مشروع المكتبة العامة للعلوم مُحتواها تحت رُخصة المشاع الإبداعي، أي وفق نظام الوصول المفتوح للعُموم. يرى مُؤسسو المشروع (نقلاً عن مبادرة الوصول المفتوح في بودابست [الإنجليزية]) أن: «القيد الوحيد على النسخ والتوزيع، وأن الدور الوحيد لحقوق المُؤلفين في هذا المجال، يجب أن يكون منح المُؤلفين أنفسهم حق تدبير سلامة أعمالهم وحق الإقرار والاستشهاد بهذه المُؤلفات».
في سنة 2011، أصبحت المكتبة العامة للعلوم رسميا المُنظمة الراعية ماليا لحملة معلومات الرعاية الصحية للجميع [الإنجليزية]. هذه الحملة هي مُبادرة عالمية تدعو إلى إزالة القيود عن المعرفة الطبية بشتى أنواعها.
في سنة 2012، توقفت المكتبة العامة للعلوم عن استخدام الاختصار "PLoS" للإشارة إلى نفسها، وبدأت باستخدام اختصار "PLOS".
في سنة 2016، أكدت الرئيسة التنفيذية للمُنظمة إليزابيث مارينكولا [الإنجليزية] أنها ستُغادر منصبها لأسباب شخصية ومهنية في نهاية ذلك العام. في مايو 2017، أعلنت المكتبة العامة للعلوم أن الرئيسة التنفيذية الجديدة لها ستكون هي أليسون موديت، وذلك اعتبارًا من يونيو من نفس السنة.

## النموذج المالي
من أجل تمويل عملية النشر في المجلات التابعة لها، تفرض المكتبة العامة للعلوم (بلوس) رسومًا على عملية معالجة المقالات (APC)، يدفعها المُؤلف أو صاحب العمل أو التمويل. في الولايات المتحدة، تعهدت مؤسسات مثل المعاهد الوطنية للصحة ومعهد هوارد هيوز الطبي بتخصيص أموال لمُتلقي منحها لتغطية رسوم المؤلف هذه. أُطلقت مُبادرة المشاركة العالمية (GPI) سنة 2012، والتي بموجبها لا تُفرض رسوم مُعالجة المقالات على المُؤلفين من «دول المجموعة الأولى»، كما خُفض من مقدار هذه الرسوم لمن هُم من «دُول المجموعة الثانية». في جميع الحالات، تستند قرارات النشر إلى معايير التحرير فقط.
أُطلق مشروع المكتبة العامة للعلوم (بلوس) بمنح وإعانات مالية بلغ مجموعها 13 مليون دولار أمريكي، تلقاها المشروع بشكل خاص من مؤسسة غوردون وبيتي [الإنجليزية] ومؤسسة ساندلر [الإنجليزية]. أكدت بلوس في يوليو 2011 أنها لم تعُد تعتمد على الإعانات المالية من المُؤسسات الأخرى في تغطية مصاريفها، وأنها تغطي جميع تكاليفها التشغيلية بنفسها. منذ ذلك الحين، نمت الميزانية العمومية لمُنظمة المكتبة العامة للعلوم (بلوس) من 20,511,000 دولارًا أمريكيًا كصاف للأصول في الفترة 2012-2013 إلى 36,591,000 دولار أمريكي في 2014-2015.

## المجلات
فيما يلي قائمة بالمجلات التي أصدرتها سابقا وتُصدرها حاليا المكتبة العامة للعلوم (بلوس):
| بلوس لعلوم الأحياء [الإنجليزية]                            | أكتوبر 2003          | ISSN 1544-9173 |
| بلوس للطب [الإنجليزية]                                     | أكتوبر 2004          | ISSN 1549-1676 |
| بلوس لعلوم الأحياء الحاسوبية [الإنجليزية]                  | يونيو 2005           | ISSN 1553-7374 |
| بلوس لعلوم الوراثة [الإنجليزية]                            | يوليو 2005           | ISSN 1553-7404 |
| بلوس لمسببات الأمراض [الإنجليزية]                          | سبتمبر 2005          | ISSN 1549-1676 |
| بلوس للتجارب السريرية [الإنجليزية](دُمجت لاحقًا في بلوس وان) | مايو 2006            | ISSN 1555-5887 |
| بلوس وان                                                   | ديسمبر 2006          | ISSN 1932-6203 |
| بلوس للأمراض المدارية المهملة [الإنجليزية]                 | أكتوبر 2007          | ISSN 1935-2735 |
| مركز بلوس للتجارب السريرية                                 | الربع الثالث من 2007 | -              |
| بلوس كورانتس [الإنجليزية]                                  | أغسطس 2009           | ISSN 2157-3999 |

## شركاء آخرون
في أبريل 2017، كانت المكتبة العامة للعلوم أحد الشركاء المُؤسسين ضمن مبادرة الاقتباسات المفتوحة [الإنجليزية].

## مقر المنظمة
حاليا، يقع مقر المكتبة العامة للعلوم (بلوس) الرئيسي في (بالإنجليزية: Suite 225)‏ في مبنى «كوشلاند إيست» (بالإنجليزية: Koshland East)‏ في لوفي بلازا [الإنجليزية] في سان فرانسيسكو بالولايات المُتحدة الأمريكية. أما سابقا، فقد كان المقر الرئيسي للمُنظمة يقع في 185 شارع بيري. في يونيو 2010، أُعلن أن المقر الرئيسي للمكتبة العامة للعلوم (بلوس) سيُنقل إلى موقع جديد من أجل استيعاب النمو السريع للمُنظمة. دخلت عملية الانتقال إلى مبنى «كوشلاند إيست» حيز التنفيذ في 21 يونيو 2010.

## روابط خارجبة
- الموقع الرسمي